# Liste der Museen im Landkreis Eichstätt
Die Liste der Museen im Landkreis Eichstätt gibt einen Überblick über aktuelle und ehemalige Museen im Landkreis Eichstätt in Bayern.

## Aktuelle Museen
| Gemeinde     | Name                                    | Kurzbeschreibung | gegründet/ eröffnet | Träger                                                | Standort                                     | Bild           | Link |
| ------------ | --------------------------------------- | --- | ------------------- | ----------------------------------------------------- | -------------------------------------------- | -------------- | ---- |
| Adelschlag   | Römervilla Möckenlohe                   | In einer auf Basis von Ausgrabungsbefunden rekonstruierten villa rustica werden Modelle und Grabungsfunde gezeigt. | 12. Sep. 1993       | Verein Römervilla Möckenlohe e. V.                    | Möckenlohe                                   | weitere Bilder |      |
| Altmannstein | Ignaz-Günther-Museum                    | Das zu Ehren des Bildhauers Ignaz Günther eingerichtete Museum befindet sich in der ehemaligen Werkstätte seines Vaters. Es informiert über die Künstlerfamilie und zeigt Werke von Ignaz Günther, Johann Georg Günther und Johann Leonhard Günther.                                                             | 1997                | Markt Altmannstein                                    | !548.8969565511.6508885 48.896956 11.650888  |                |      |
| Altmannstein | Marktmuseum                             | Das Museum befasst sich mit der Geschichte der Region und des Marktes Altmannstein sowie dem Leben und Werk des Komponisten Simon Mayr. | 1940                | Markt Altmannstein                                    | Ehemaliges Gasthaus Hofer                    |                |      |
| Altmannstein | Waffen- und Hammerschmiede              | In der ursprünglich zum Schloss Hexenagger gehörenden Schmiede können die von Wasserrädern angetriebenen Fallhämmer sowie landwirtschaftliches Gerät und Hausrat besichtigt werden. | nach 1960           | Privat                                                | Hexenagger                                   |                |      |
| Beilngries   | Brauereimuseum                          | Im Felsenkeller des ehemaligen Fürstbischöflichen Brauhauses Hirschberg, später Brauhaus Hirschberg J. B. Prinstner, werden alte Brauereigeräte gezeigt und die traditionelle Herstellung des Bieres erklärt. |                     | J. B. Prinstner GmbH & Co. KG                         | Hirschberg                                   |                |      |
| Beilngries   | Spielzeugmuseum                         | In der Ausstellung auf drei Etagen ist eine vielfältige Sammlung historischer Spielsachen und eine Modelleisenbahnanlage der Spur N mit 75 Meter Schienenlänge zu sehen. | 1999                | Kulturhistorischer Verein Beilngries-Kinding e. V.    | Ehemaliges Franziskanerkloster               | weitere Bilder |      |
| Denkendorf   | Dinosaurier Museum Altmühltal           | In der Museumshalle sind Fossilien und Originalskelette ausgestellt. Ein 1,5 km langer Erlebnispfad zeigt über 70 lebensgroße Nachbildungen von Dinosauriern und anderen Urzeittieren. | 2016                | Dinosaurier-Park Altmühltal GmbH                      | !548.9532385511.4685095 48.953238 11.468509  | weitere Bilder |      |
| Dollnstein   | Altmühlzentrum                          | Die Ausstellung in den ehemaligen Burgstallungen veranschaulicht die Geschichte und Kultur des Altmühltals und präsentiert den 2007 entdeckten Dollnsteiner Schatzfund. Zwei Stationen am Altmühlufer erinnern an den in Eichstätt geborenen Konrad Kyeser und den Verlauf der Urdonau.                          | 2012                | Markt Dollnstein                                      | Burg Dollnstein                              | weitere Bilder |      |
| Eichstätt    | Das Jurahaus                            | In einem ehemaligen Handwerkerhaus von 1657 informiert das Museum über Merkmale und Geschichte der Jurahäuser, einer nur im Altmühltal und seinen Seitentälern vorkommenden Hausform. | Okt. 2014           | Jurahausverein e. V.                                  | !548.8947465511.1886385 48.894746 11.188638  | weitere Bilder |      |
| Eichstätt    | Domschatz- und Diözesanmuseum Eichstätt | Das Museum zeigt Funde der Domgrabungen, christliche Kunst, liturgische Gewänder, die Schatzkammer mit Reliquiaren und liturgischem Gerät und den historischen Kapitelsaal. | März 1982           | Bistum Eichstätt                                      | !548.8914185511.1838535 48.891418 11.183853  | weitere Bilder |      |
| Eichstätt    | Figurenfeld                             | Mit 78 überlebensgroßen Plastiken wollte der Künstler Alois Wünsche-Mitterecker ein Mahnmal gegen Krieg und Gewalt schaffen. |                     | Kuratorium für das Mahnmal in Eichstätt e. V.         | Hessental                                    | weitere Bilder |      |
| Eichstätt    | Jura-Museum                             | Das Regionalmuseum der Staatlichen Naturwissenschaftlichen Sammlungen Bayerns zeigt eine umfangreiche Sammlung von Fossilien aus der Jurazeit, die beim Abbau der Solnhofener Plattenkalke gefunden wurden, sowie Schauaquarien mit Riffkorallen und „lebenden Fossilien“.                                       | 1976                | Stiftung Katholische Universität Eichstätt-Ingolstadt | Willibaldsburg                               | weitere Bilder |      |
| Eichstätt    | Museum für Ur- und Frühgeschichte       | Das Museum zeigt eine nach Kultur- und Geschichtsepochen geordnete Sammlung von Funden, die die Entwicklungsgeschichte der Region von der Steinzeit bis zum frühen Mittelalter repräsentieren. | 1980                | Historischer Verein Eichstätt e. V.                   | Willibaldsburg                               | weitere Bilder |      |
| Eitensheim   | Heimatmuseum                            | Auf drei Etagen sind archäologische Funde, land- und hauswirtschaftliche Geräte, Handwerkszeug sowie Informationen zur Eitensheimer Geschichte ausgestellt. | 24. Aug. 2003       | Heimatverein Eitensheim                               | Ehemalige Bullenhaltung                      |                |      |
| Gaimersheim  | Marktmuseum                             | Bei einem Rundgang durch das restaurierte Jurahaus aus dem 16. Jahrhundert wird mit Exponaten und Medien die Heimatgeschichte von der ersten Besiedelung bis ins 20. Jahrhundert erläutert. | Apr. 2008           | Markt Gaimersheim                                     | Winterbaueranwesen                           |                |      |
| Hitzhofen    | Jura-Bauernhof-Museum                   | In einem über 400 Jahre alten Altmühl-Jurahaus, dem ehemaligen Kipferlerhof, wird das bäuerliche Leben zwischen 1910 und 1930 gezeigt. Neben dem Wohnstallhaus mit originaler Einrichtung können die Nebengebäude mit landwirtschaftlichen Fahrzeugen und Geräten sowie ein Bauerngarten besichtigt werden.      | 18. Juli 1986       | Verein Jura-Bauernhof-Museum e. V.                    | Hofstetten                                   | weitere Bilder |      |
| Kinding      | Technikmuseum Kratzmühle                | Das noch in Betrieb befindliche Wasserkraftwerk veranschaulicht die Elektrifizierung in der Region. In der Ausstellung sind historische Handwerkstätten, Fahrzeuge und die Bereiche Haushalt, Schule und Medizin zu sehen.                                                                                       | Apr. 1995           | Kulturhistorischer Verein Beilngries-Kinding e. V.    | Kratzmühle                                   | weitere Bilder |      |
| Kipfenberg   | Fastnachtsmuseum Fasenickl              | Das Museum widmet sich dem Fasenickl, einer Fastnachtsfigur aus dem Raum Kipfenberg, Kinding und Enkering. Neben der Darstellung des Brauchtums sind historische Kostüme und Masken ausgestellt. |                     | Kulturverein e. V. „Die Fasenickl“                    | Ehemaliges Torwärterhaus                     |                |      |
| Kipfenberg   | Römer und Bajuwaren Museum              | Die archäologische Abteilung befasst sich mit der Römerzeit am Limes und zeigt Funde aus dem Kastell Böhming sowie eine Grabrekonstruktion des Kriegers von Kemathen. Zudem gibt es eine heimatkundliche Ausstellung.                                                                                            | 15. Dez. 1999       | Markt Kipfenberg                                      | Wirtschaftshof der Burg Kipfenberg           | weitere Bilder |      |
| Kösching     | Museum Markt Kösching                   | Im archäologischen Teil des Museums sind Funde aus der Vor- und Frühgeschichte und der Römerzeit zu sehen. Der volkskundliche Teil zeigt Exponate zur Marktgeschichte, Landwirtschaft, Handwerk und Volksfrömmigkeit. Im ehemaligen Klostergarten sind Rekonstruktionen römischer Inschriftensteine ausgestellt. | 28. Sep. 2001       | Markt Kösching                                        | Ehemaliges Kloster der Armen Schulschwestern |                |      |
| Nassenfels   | Archäologische Ausstellung              | Die Ausstellung in der Nassenfelser Grundschule zeigt Exponate aus der Jurazeit, Steinzeit und Römerzeit sowie ein Modell der Burg Nassenfels. | 1990                | Verein für Heimatpflege im Schuttergäu                | Schule Nassenfels                            |                |      |
| Pförring     | Kleinhäusler-Museum                     | Im letzten erhaltenen Marktturm wird das Leben einer 12-köpfigen Familie zu Anfang des 19. Jahrhunderts mit lebensgroßen Käthe-Kruse-Puppen nachgestellt. | 2000                | Privat                                                | Turm der ehemaligen Marktbefestigung         |                |      |
| Schernfeld   | Altmühltaler Tiererlebniswelt           | Über 800 Tierpräparate in lebensnahen Dioramen veranschaulichen die Tier- und Pflanzenwelt im Naturpark Altmühltal. |                     | Waldgasthof Geländer                                  | Geländer                                     |                |      |
| Schernfeld   | Museum Bergér                           | Die ausgestellten Fossilien wurden in den familieneigenen Steinbrüchen in der Nähe des Museums gefunden. Anhand einer funktionsfähigen Lithografiepresse wird das Steindruckverfahren mit Solnhofener Platten erklärt.                                                                                           | 1968                | Privat                                                | Harthof                                      | weitere Bilder |      |
| Wellheim     | Urdonautal-Museum                       | Das Museum zeigt Exponate zur Natur-, Landschafts- und Siedlungsgeschichte der Region sowie zur Orts- und Industriegeschichte. Neben einem Modell der Wellheimer Burg werden die umliegenden Burganlagen erläutert.                                                                                              | 1990                |                                                       | Torbogenhaus                                 |                |      |

## Ehemalige Museen
| Gemeinde   | Name                    | Kurzbeschreibung | gegründet/ eröffnet | geschlossen/ aufgelöst | Träger           | Standort                   | Bild           | Link |
| ---------- | ----------------------- | --- | ------------------- | ---------------------- | ---------------- | -------------------------- | -------------- | ---- |
| Kipfenberg | Heimatmuseum Kipfenberg | Ein Großteil der archäologischen und volkskundlichen Sammlung ist seit 2001 im Römer und Bajuwaren Museum Burg Kipfenberg ausgestellt. | 1. Aug. 1971        | 1998                   | Markt Kipfenberg | Dachgeschoss des Rathauses |                |      |
| Mörnsheim  | Museum auf dem Maxberg  | Die umfangreiche Fossiliensammlung wurde in das 2005 eröffnete Fossilien- und Steindruckmuseum Gunzenhausen verlegt.                   | 30. Mai 1959        | 2004                   |                  | Maxberg                    | weitere Bilder |      |